# El gran rubio con un zapato negro
El gran rubio con un zapato negro (título original: Le grand blond avec une chaussure noire) es una comedia cinematográfica francesa de 1972 dirigida por Yves Robert y protagonizada por Pierre Richard, Bernard Blier y Jean Rochefort.

## Argumento
Hay una batalla entre dos facciones de los servicios secretos franceses. En esa batalla implican a un músico de orquesta, al cual utilizan como un señuelo con el objetivo de extraer conclusiones de los datos que pueda obtener de la investigación para resolver su misión de forma satisfactoria. Ese músico se llama François Perrin y es una persona que da la sensación de ser alguien completamente normal y que se verá por ello envuelto casi sin darse cuenta en un asunto de vital importancia para salvaguardar la protección de los habitantes de su nación.
Los acontecimientos se suceden según lo previsto y los agentes especiales, quienes se encuentran distribuidos por diferentes rincones de la región, no tardarán demasiado en hacer todo lo posible para sonsacar la mayor información posible al protagonista. Para ello, toman la decisión de enviar a Christine, una de sus empleadas más eficientes y atractivas, con el propósito de que sea capaz de encandilar a François. Mientras tanto, él tendrá que lidiar con sus propios problemas sentimentales porque aún permanece enredado en una relación amorosa con la mujer de su mejor amigo.

## Reparto
| Actor           | Personaje                             |
| --------------- | ------------------------------------- |
| Pierre Richard  | François Perrin                       |
| Bernard Blier   | Coronel Bernard Milan                 |
| Jean Rochefort  | Coronel Louis Marie Alphonse Toulouse |
| Mireille Darc   | Christine                             |
| Colette Castel  | Paulette                              |
| Jean Obé        | Botrel                                |
| Robert Castel   | Georghiu                              |
| Jean Saudray    | Poucet                                |
| Roger Caccia    | M. Boudart                            |
| Maurice Barrier | Chaperon                              |

## Producción
La película fue filmada en 16 diferentes localidades de París, Francia.

## Recepción
La comedia cinematográfica fue al principio un éxito nacional. Sin embargo, cuando se estrenó en el ámbito internacional, esta película se volvió incluso un éxito mayor, lo que luego incrementó su éxito más en el ámbito nacional. Hizo famoso al actor principal de la película, Pierre Richard. También hizo famoso al guionista de la película Francis Veber. Finalmente causó una secuela en 1974 y una nueva versión en Hollywood 11 años más tarde con Tom Hanks como protagonista.
Hoy en día la comedia cinematográfica ha sido valorada en portales cinematográficos. En IMDb, con aproximadamente 9500 votos registrados, el filme obtiene una media ponderada de 7,2 sobre 10. En cuanto a Rotten Tomatoes, los más de 50 votos registrados allí le dieron una valoración media de 2,3 de 5. También cabe destacar, que en La Vanguardia el 70 % de los usuarios registrados allí le dan una valoración positiva.